# Орлов, Владимир Николаевич (литературовед)
Влади́мир Никола́евич Орло́в (настоящая фамилия Шапиро; 22 июня [5 июля] 1908, Валдай, Новгородская губерния — 8 марта 1985, Ленинград) — русский советский литературовед, редактор и журналист. Автор ряда работ об истории русской литературы XIX и XX веков, в том числе подробных биографий А. С. Грибоедова, Д. В. Давыдова и А. А. Блока. Лауреат Сталинской премии третьей степени (1951).

## Биография
Родился 22 июня (5 июля) 1908 года в городе Валдае Новгородской губернии (ныне Новгородской области) в семье служащего. В 1925 году окончил среднюю школу в Ленинграде. В 1929 году окончил словесное отделение Ленинградского института истории искусств.
В 1929—1937 годах сотрудничал во многих ленинградских газетах и журналах. В 1938—1939 годах заведовал критическим отделом журнала «Литературный современник».
В 1938—1941 и в 1944—1951 годах работал старшим научным сотрудником Института русской литературы АН СССР.
В 1941—1942 годах был специальным корреспондентом фронтовой печати; в 1944—1946 годах — членом редколлегии журнала «Звезда».
Литературной деятельностью В. Н. Орлов занимался с 1926 года. Опубликовал отдельными изданиями литературоведческие работы: «Эпиграмма и сатира» (Из истории литературной борьбы XIX века. Т. 1 1800—1840), «Денис Давыдов», «А. С. Грибоедов», «Радищев и русская литература», «Александр Блок. Очерк творчества» (1956), «Дневник В. К. Кюхельбекера» (1929), «Русские просветители 1790—1800-х годов» (1950, второе издание — 1953), сборники «Поэты-радищевцы» (1935, 1952, 1961), «Декабристы. Поэзия, драматургия, проза, публицистика» (1951) и др., а также много статей в периодической печати. В 1978 году издал биографическую книгу о А. А. Блоке «Гамаюн».
В 1956—1970 годах главный редактор «Библиотеки поэта» (издательство «Советский писатель»).
Умер 8 марта 1985 года в Ленинграде. Похоронен на Литераторских мостках (западная часть, первая дорога).

## Награды и премии
- Сталинская премия третьей степени (1951) — за книгу «Русские просветители 1790—1800-х годов» (1950)
- медаль «За оборону Ленинграда»
- медаль «За доблестный труд в Великой Отечественной войне 1941—1945 гг.»

## Сочинения
- Пути и судьбы. Литературные очерки (1971)
- Гамаюн. Жизнь Александра Блока (1977)